# Лицано
Лицано (итал. Lizzano) је насеље у Италији у округу Таранто, региону Апулија.
Према процени из 2011. у насељу је живело 10116 становника. Насеље се налази на надморској висини од 55 м.

## Становништво
Према резултатима пописа становништва 2011. у општини је живело 10.238 становника.
| 1951. | 1961. | 1971. | 1981. | 1991. | 2001.  | 2011.  |
| ----- | ----- | ----- | ----- | ----- | ------ | ------ |
| 6.368 | 7.105 | 7.432 | 8.765 | 9.926 | 10.195 | 10.238 |